# Victor-François de Broglie (1718-1804)
Cet article possède un paronyme, voir Victor de Broglie.
Pour les articles homonymes, voir Broglie.
Pour les autres membres de la famille, voir Maison de Broglie.
Victor-François, 2e duc de Broglie, 1er prince de Broglie, du Saint-Empire, (prononcé « de Breuil »), né le 19 octobre 1718 à Paris, à l'hôtel de Broglie, rue Saint-Dominique, et mort le 30 mars 1804 à Münster, en Allemagne, est un aristocrate et militaire français sous l'Ancien Régime, maréchal général des camps et armées du roi. Il participe ensuite aux combats dans l'armée contre-révolutionnaire du prince de Condé.

## Biographie

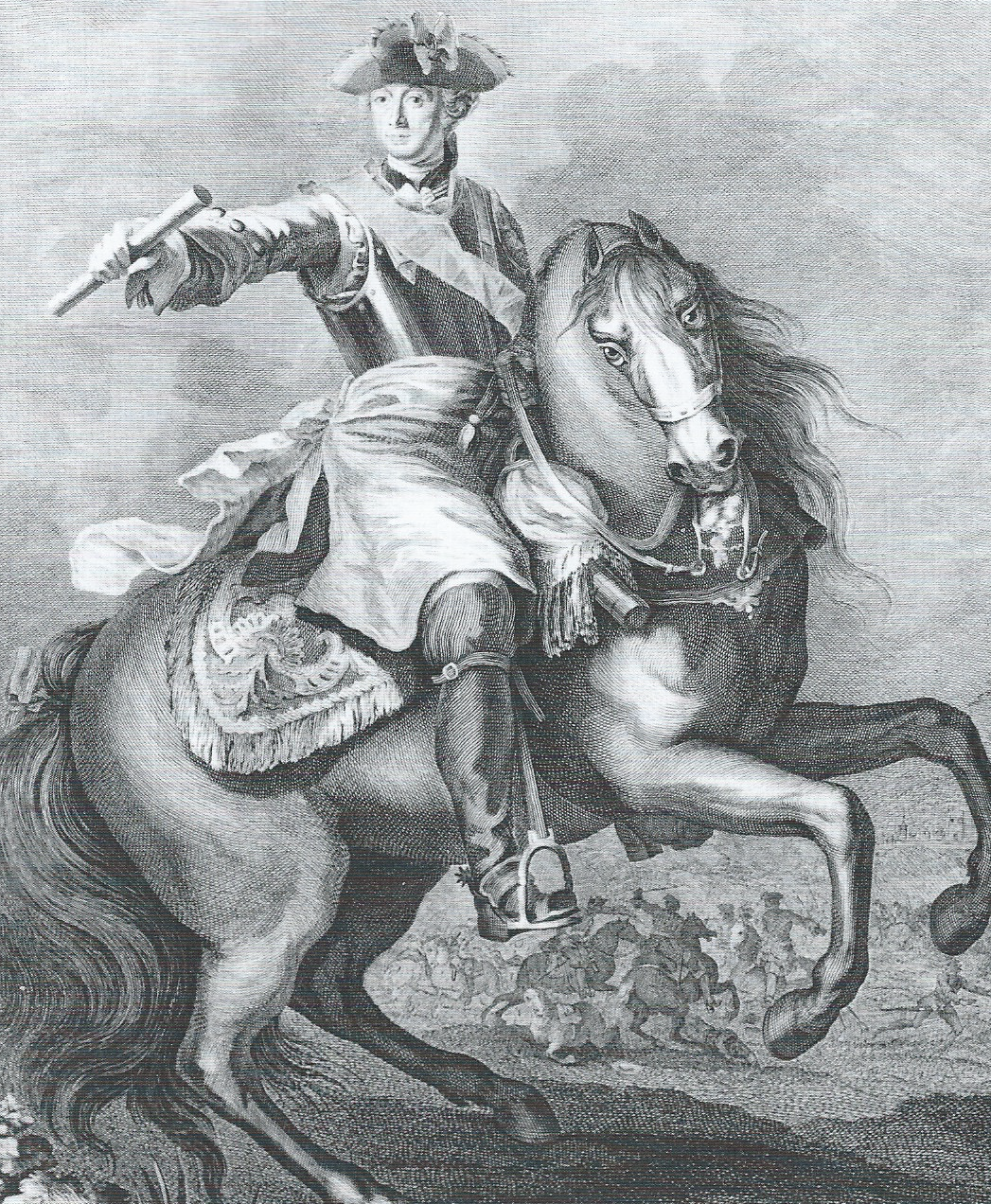
Portrait équestre du maréchal de Broglie.

il est l'aîné des fils de François-Marie de Broglie, 1er duc de Broglie, maréchal de France, ambassadeur du Roi de France à Londres, et de Thérèse Gillette Locquet de Grandville.
Il est le petit-fils de Victor-Maurice de Broglie, aussi maréchal de France, le frère de Charles-Maurice de Broglie, abbé de l'abbaye des Vaux-de-Cernay et de l'abbaye du Mont-Saint-Michel.
Après avoir combattu, âgé de quinze ans, en Italie comme capitaine de cavalerie en 1734 aux batailles de Parme et de Guastalla, il commande le régiment d'infanterie de Luxembourg jusqu'en 1736. En 1741, il participe à la campagne de Bohême sous les ordres du maréchal de Saxe et est fait le 1er mars de cette année aide-major général de l'infanterie. Promu brigadier le 26 avril 1742, puis major général de l'infanterie le 1er avril 1743, à la suite de deux blessures, il sert dans les armées de Bavière, de Haute-Alsace, et du Rhin, pour être finalement promu maréchal de camp le 1er mai 1745.
À la mort de son père, le 22 mai 1745, il lui succède au titre de duc de Broglie, s'étant fait appeler jusque-là comte de Broglie. Il sert ensuite en Flandres et, la paix revenue, il est nommé lieutenant-général le 10 mai 1748.
Au début de la guerre de Sept Ans, il combat sous les ordres du maréchal d'Estrées à Hastenbeck, pour être ensuite détaché dans l'armée du prince de Soubise, où il a l'infortune d'être battu à la bataille de Rossbach, mais, ayant pu garder ses troupes réunies, il peut se retirer à Hanovre.
Bien qu'il commande à Hesse et qu'il soit à la tête de l'avant garde de Soubise, l'inimitié du maréchal de Belle-Isle l'empêche de recevoir le commandement d'une armée. Bien au contraire, il sert sous les ordres du marquis de Contades en Allemagne où il remporte la victoire de Bergen le 3 avril 1759.
À la suite de la seconde bataille de Minden où Contades est battu, le roi le remplace par Broglie, et il est fait maréchal de France le 16 décembre 1759. Il est le troisième maréchal de France de sa famille.
L’empereur François Ier le fait prince du Saint-Empire romain germanique en 1759, titre transmissible dans sa descendance, en reconnaissance des services qu'il lui a rendus dans la guerre contre la Prusse. Il est néanmoins disgracié à la suite de la défaite de Vellinghausen le 13 juillet 1761. Durant les années 1770, Broglie est gouverneur des Trois-Évêchés, puis d'Alsace. Il commande les troupes que Louis XVI a rassemblées autour de Versailles au début de la Révolution.
En 1778, à la demande de Louis XVI, le duc de Broglie réunit plus de 30 000 hommes à l'Est de Bayeux afin d'exercer les troupes à différentes tactiques militaires. Il installe alors son quartier général au château de Vaussieux, sur les terres de son ami le marquis de Héricy. les manœuvres opérées au "camp de Vaussieux" ont grandement contribué à améliorer l'efficacité des armées françaises ainsi qu'à la victoire de Yorktown en 1781 contre les Anglais.
Louis XVI le nomme secrétaire d'État à la Guerre le 11 juillet 1789. Il n'y reste que quelques jours.
Il émigre lors du rappel de Jacques Necker le 16 juillet 1789 et commande en 1792 l'armée contre-révolutionnaire de Condé qui opère en Champagne pendant l'invasion austro-prussienne.
Louis XVI l'avait également fait maréchal général des camps et armées du roi en 1789. Bien que les lettres patentes aient été signées par le roi, Broglie émigra le même jour. Il n'a donc jamais exercé les fonctions de maréchal général et a été rayé de la liste des maréchaux de France en 1792.

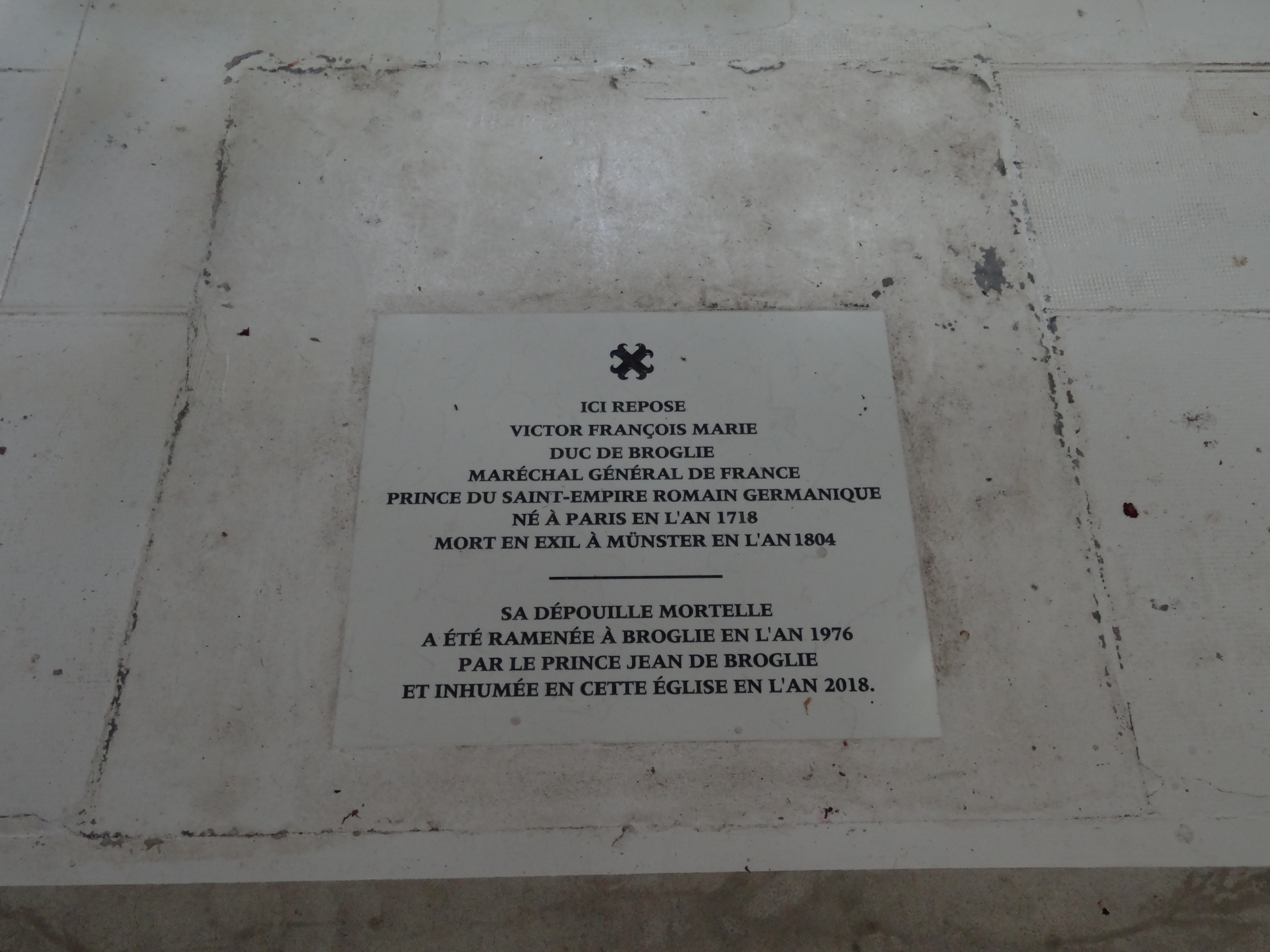
La tombe de Victor-François de Broglie dans l'église Saint-Martin de Broglie (Eure).

En 1797 il se rend en Russie, puis à Rīga en 1798, et finalement à Münster où il meurt en 1804, ayant refusé de retourner en France. Son épouse meurt également en émigration, en 1813.
En 1976, sa dépouille est rapatriée en France et est déposée dans la chapelle du château de Broglie. Ce n'est finalement que le 16 juin 2018 que son corps est inhumé dans le chœur de l'église Saint-Martin de Broglie.
L'aîné de ses fils étant mort avant lui, sur l'échafaud révolutionnaire, c'est son petit-fils, Victor de Broglie (1785-1870) qui lui succède comme 3e duc de Broglie.

### État des services
- 13 octobre 1734 : colonel du régiment de Luxembourg
- 26 avril 1742 : brigadier
- 1er mai 1745 : maréchal de camp
- 10 mai 1748 : lieutenant-général
- 16 décembre 1759 : maréchal de France
- février 1771 : gouverneur de Metz et du Pays messin
- 1789 : maréchal général des camps et armées du roi
- 1797 : feld-maréchal de Russie

### Décorations et titres
- 1er janvier 1759 : chevalier des Ordres du roi (Saint-Michel et Saint-Esprit)
- 9 mai 1759 : prince de Broglie et du Saint-Empire romain germanique

### Mariage et descendance
Il se marie deux fois :
1. à Cernay la Ville le 2 mai 1736 avec Marie Anne Dubois de Villers, morte à Vincennes le 13 décembre 1751, fille de Claude Thomas Dubois de Villers et de Marie Anne Texier de Maisoncelle. Dont quatre fils sans postérité ;
2. à Paris le 11 avril 1752 avec Louise Augustine Salbigothon Crozat de Thiers (Paris, 25 octobre 1733 - Altona, 8 mai 1813), fille de Louis Antoine Crozat, baron de Thiers, et de Louise Augustine de Montmorency Laval. Elle est la petite-fille du financier Antoine Crozat et l'une des héritières de la collection Crozat. Dont 12 autres enfants :

- François de Broglie (Paris, paroisse Saint-Sulpice, 3 août 1737 - Strasbourg, paroisse Saint Pierre le jeune, 28 juillet 1742) ;
- Alexis de Broglie (Paris, paroisse Saint-Sulpice, 2 octobre 1738 - ibid, 4 janvier 1739) ;
- Julien de Broglie (Strasbourg, paroisse Saint Pierre le jeune, 17 novembre 1740 - ibid, 13 avril 1743) ;
- Charles de Broglie (Paris, paroisse Saint-Sulpice, 18 novembre 1744 - ibid, 3 avril 1747) ;
- Louise de Broglie (Paris, paroisse Saint Roch, 6 mars 1753 - château de Broglie, 13 décembre 1771), mariée en 1768 avec Louis Étienne François, comte de Damas Crux (1735-1814), sans descendance ;
- Charlotte de Broglie (Paris, paroisse Saint-Roch, 12 juin 1754 - Heidelberg, 14 ou 24 mai 1794), mariée en 1774 avec Franz, comte von Helmstatt (de) (1752-1841), dont postérité ;
- Adélaïde de Broglie (Paris, paroisse Saint-Roch, 21 août 1755 - ibid, 8 septembre 1755) ;
- Victor de Broglie, général, membre des Cincinnati, député aux états-généraux de 1789 puis à l'Assemblée constituante (Paris, paroisse Saint-Roch - guillotiné à Paris, 27 juin 1794), marié en 1779 avec Sophie de Rosen Kleinroop (1764-1828), dont postérité ;
- Auguste de Broglie, prince de Revel (château de Broglie, 31 octobre 1762 - Schwelm, Westphalie, 26 janvier 1795), marié en 1782 avec Françoise de La Brousse de Verteilhac (1760-1855), dont postérité, dont Octave de Broglie-Revel ;
- Adélaïde de Broglie (château de Broglie, 19 juin 1764 - château de Rânes, 18 janvier 1852), mariée en 1782 avec Stanislas, marquis de Boisse (1762-1834), sans descendance ;
- Charles de Broglie, prêtre (Paris, paroisse Saint-Sulpice, 27 août 1765 - Londres, 13 septembre 1849) ;
- Maurice de Broglie, prêtre, évêque d'Acqui de 1805 à 1807 puis évêque de Gand de 1807 à 1821 (château de Broglie, 5 septembre 1766 - Paris, 20 juillet 1821) ;
- Aglaé de Broglie (château de Broglie, 24 mai 1768 - décédée ibid et inhumée dans le chœur de l'église Saint-Martin de Broglie (Eure), 23 janvier 1770) ;
- Eugène de Broglie (château de Broglie, 30 septembre 1770 - ibid, 12 février 1773) ;
- Aglaé de Broglie (château de Broglie, 21 septembre 1771 - Paris, 12 août 1846), mariée en 1788 avec Casimir de Murat de Lestang (1762-1843), dont postérité ;
- Amédée de Broglie, député de l'Orne (château de Broglie, 23 octobre 1772 - château de Rânes, 23 décembre 1851), marié en 1801 avec Geneviève de Montreuil (1774-1839), dont postérité éteinte.

## Sources
- Correspondance inédite de Victor-François, duc de Broglie, maréchal de France, avec le prince Xavier de Saxe..., pour servir à l'Histoire de la Guerre de Sept Ans, duc de Broglie et Jules Vernier (éd.), tome 1, 1759-1760, Paris, Albin Michel, 1903. Numérisé.